# Коронавірусна хвороба 2019 на Гваделупі
Епідемія коронавірусної хвороби 2019 на Гваделупі — це поширення пандемії коронавірусної хвороби 2019 на територію Гваделупи. Перший випадок хвороби у цьому заморському департаменті Франції зареєстровано 12 березня 2020 року.

## Хронологія
12 березня 2020 року підтверджено перший випадок коронавірусної хвороби на Гваделупі. Станом на 16 березня на острові виявлено 6 випадків хвороби, смертей внаслідок коронавірусної хвороби не було зареєстровано. До 26 березня на острові було 84 випадки хвороби та 1 смерть.
21 серпня директор регіонального агентства охорони здоров'я Гваделупи Валері Денукс заявила, що епідемічний поріг на острові перевищений із коефіцієнтом захворюваності 86,23 на 100 тисяч жителів; спостерігається його подвоєння за попередній тиждень. 25 серпня заплановане проведення засідання комітету з боротьби з поширенням COVID-19, на якому мали повідомити про підсумки моніторингу епідемічної ситуації на острові, а також оприлюднити плани місцевої влади щодо відновлення роботи навчальних закладів.

## Заходи боротьби з поширенням хвороби
З 13 серпня 2020 року обов'язковим стало носіння маски для обличчя у приміщенні особам старшим 11 років, проте цей захід не поширювався на відкриті громадські приміщення.
Рекомендовано уникати великих громадських зібрань. За несанкціоновані заходи накладається штраф у розмірі 135 євро.